# Neophryxe exserticercus
Neophryxe exserticercus là một loài ruồi trong họ Tachinidae.